# Черевики
Черевики, чивирики (уменьшительно-ласкательно «черевички») — старославянское слово, обозначавшее кожаную обувь. В более позднее время так назывались женские остроносые башмачки на каблуках, закрывающие ногу до косточки.
Классические черевики изготавливают из кожи и завязываются шнурками. Возможны варианты формы, материала и способов завязывания (застежки или молнии вместо шнурков или совместно с ними).
Само слово «черевики» (прямое прочтение — «чэрэвыкы») сохранилось до сих пор в украинском языке и обозначает ботинки. Возможно, происходит от слова «черевить», то есть потрошить, чистить изнутри, в свою очередь идущее от славянского корня «черево» (чрево).

## Упоминания в литературе и музыке
1) Н. В. Гоголь, «Ночь перед Рождеством»
Оксана: …Ну, вот тебе моё слово: если ты, кузнец Вакула, принесёшь мне черевички, которые носит царица, то даю слово… тут же выйду за тебя замуж! (Смеётся). Достань царицыны черевички, выйду замуж!

Вакула: А вот чтоб она не смеялась, я специально для неё эти черевички достану! Поймёт тогда Оксана, что кузнец Вакула горазд не только языком чесать!
2) Народная песня «Од Києва до Лубен»

…

Од Полтави до Хорола

Черевички попорола.

А мій батько чоботар,

Черевички полатав.

…

3) Народная песня «Ой, гоп, черевички»

Ой, як прийде неділенька

Підмалюю личко,

На базарі у Києві

Куплю черевички,

Припев:

Ой, гоп, черевички,

Ой, гоп, черевички,

Гоп, черевички,

Підмалюю личко.

4) Т. Г. Шевченко, «Якби мені черевики»

Якби мені черевики,

То пішла б я на музики…

Горенько моє!

Черевиків немає,

…